# کامپیلی
کامپیلی (به لاتین: Kampyli) یک منطقهٔ مسکونی در قبرس شمالی است که در Girne District واقع شده‌است. کامپیلی ۱۹۴ نفر جمعیت دارد.